# Kōbō Abe
Kōbō Abe (jap. 安部 公房 Abe Kōbō; właśc. Kimifusa Abe; ur. 7 marca 1924 w Tokio, zm. 22 stycznia 1993 tamże) – japoński prozaik, dramaturg i autor scenariuszy. Jeden z najbardziej innowacyjnych autorów Japonii po 1945 roku.

## Życie
Abe urodził się w tokijskiej dzielnicy Takanogawa (obecnie dzielnica Kita). Dorastał w Mukdenie (obecnie Shenyang) w Mandżurii, gdzie jego ojciec pracował jako lekarz nauczający w szkole medycznej. W 1941 r. wrócił do Japonii, a w 1943 r. rozpoczął studia medyczne w Tokijskim Uniwersytecie Cesarskim (obecnie Uniwersytet Tokijski). W 1944 r. ponownie udał się do Mandżurii, a wraz z zakończeniem wojny został ewakuowany na Hokkaido, skąd powrócił do Tokio, aby kontynuować studia. Na życie zarabiał handlem ulicznym. Dyplom zdobył w 1948, jednak nigdy nie podjął praktyki lekarskiej, poświęcając się wyłącznie karierze literackiej. 
W 1947 r. poślubił graficzkę Machiko Yamada (pseudonim: Machi Abe), z którą miał córkę o imieniu Neri. 
W 1948 r. przyłączył się do grupy literatów skupionych wokół czasopisma "Kindai Bungaku" oraz Yoru no Kai (Towarzystwo Nocy), którym kierował awangardowy krytyk Kiyoteru Hanada. Dzięki niemu Abe zainteresował się surrealizmem. Razem z poetą Hiroshim Sekine, reżyserem Hiroshim Teshigaharą i krytykiem Shin'ichim Segi założył Seiki no Kai (Towarzystwo Wieku).
W latach 1951–1962 był członkiem Japońskiej Partii Komunistycznej. Był to okres radykalizmu politycznego wśród inteligencji japońskiej, który powstał na tle rozczarowania porządkiem społecznym powojennej Japonii i niechęci do starszego pokolenia pisarzy, preferującego styl realistyczny. Abe podzielał te poglądy. Został wyrzucony z partii komunistycznej za sprzeciw wobec metod działania kierownictwa partii, które uznawał za niedemokratyczne. 
W latach 1955–1961 był członkiem Japońskiej Akademii Literatury. W latach 1973–1979 prowadził w Tokio własną grupę teatralną, Abe Kōbō Studio. Zmarł na zawał mięśnia sercowego.

## Twórczość
Uważany jest za czołowego reprezentanta japońskiego modernizmu powojennego. W swoich utworach nawiązywał do twórczości Franza Kafki. W późniejszych powieściach można odnaleźć wpływy francuskiej nowej powieści. Jego twórczość porównuje się także z teatrem absurdu i iberoamerykańskim realizmem magicznym. Bohaterowie Kōbō Abe pozostają zagubieni we współczesnym świecie, nie potrafią się po nim poruszać, są bezbronni wobec otaczającej ich rzeczywistości – osaczają ich własne lęki i wątpliwości. W latach 50. interesował się surrealizmem, co wpłynęło na późniejsze zainteresowanie fantastyką naukową. Powieść Dai yon kampyōki (Czwarta epoka), w której komputer steruje procesem ewolucji, uznawana jest za pierwszą japońską powieść science-fiction. 
Japoński pisarz sławę na Zachodzie zdobył przede wszystkim wydaną w 1962 r. powieścią Kobieta z wydm, za którą otrzymał nagrodę Yomiuri. Powieść została przetłumaczona na wiele języków i sfilmowana przez Hiroshiego Teshigaharę. Autorem scenariusza adaptacji był sam Kōbō Abe, który współpracował ze swym rodakiem także przy kilku innych filmach. Był wydawany także w krajach komunistycznych, ze względu na ideowe związki z komunizmem.

## Wybrane dzieła
- Zbiór wierszy bez tytułu (Mumei shishū, 1947)
- Przy słupie na końcu drogi (Owarishi michi no shirube ni, 1948)
- Dendrocacalia (Dendorokakariya, 1949)
- Czerwony kokon (Akai mayu, 1949)
- Ściana – Zbrodnia p. S. Karmy (Kabe – S. Karuma-shi no hanzai, 1951 - nagroda im. Akutagawy)
- Nieproszony gość (Chinnyūsha, 1952)
- Liga głodnych (Giga dōmei, 1954)
- Bilioner (Okuman chōja, 1954, scenariusz filmowy)
- Pokój o grubych ścianach (Kabe atsuki heya, 1954, scenariusz filmowy)
- Zielone pończochy (Midoriiro no sutokkingu, 1954, sztuka teatralna)
- Mundur (Seifuku 1954, sztuka teatralna)
- Polowanie na niewolników (Doreigari, 1955, sztuka teatralna)
- Zwierzęta podążają w strony rodzinne (Kemonotachi wa kokyō-o mezasu, 1957)
- To ja jestem duchem (Yūrei wa koko ni iru, dosł.: 'Duchy są tutaj', 1958; wyd. pol. 1972, sztuka teatralna) – nagroda Kishidy
- Czwarta epoka (Dai yon kampyōki dosł.: 'Czwarta epoka międzylodowcowa', 1958-1959; wyd. pol. 1995, opowiadanie SF)
- Kamienne oko (Ishi no me, 1960)
- Legenda o olbrzymach (Kyojin-densetsu, 1960, sztuka teatralna)
- Jama-pułapka (Otoshiana 1961, scenariusz filmowy)
- Kobieta z wydm (Suna no onna, 1962; wyd. pol. 1968 - japońska nagroda literacka)
- Obca twarz (Tanin no kao, 1964)
- (Suichū-toshi, 1964, opowiadanie)
- Enomoto Takeaki [nazwisko, imię] (Enomoto Takeaki, 1965)
- Ty też jesteś winny (Omae ni mo tsumi ga aru, 1965, sztuka teatralna)
- Spalona mapa (Moetsukita-chizu, 1966)
- Przyjaciele (Tomodachi, 1967; wyd. pol. 1975, sztuka teatralna)
- Niepewne intencje (Mihitsu no koi, 1971, sztuka teatralna)
- Guidebook (Gaidobukku, 1971, sztuka teatralna)
- Mężczyzna w pudełku (Hako otoko, 1973)
- Okulary miłości – kolorowe szkła (Ai no megane wa irogarasu, 1973, sztuka teatralna)
- Schadzka (Mikkai, 1977)
- Arka „Sakura” (Hakobune Sakura-maru, 1984)
- Kangurowy notatnik (Kangarū nōto, 1991)